# Lycaeides sublivens
Lycaeides sublivens är en fjärilsart som beskrevs av Vladimir Nabokov 1949. Lycaeides sublivens ingår i släktet Lycaeides och familjen juvelvingar. Inga underarter finns listade i Catalogue of Life.